# Allhaming
Allhaming è un comune austriaco di 1 148 abitanti nel distretto di Linz-Land, in Alta Austria.